# Арасі Балабанян
Арасі Балабанян (порт. Aracy Balabanian; 22 лютого 1940, Кампу-Гранді — 7 серпня 2023, Ріо-де-Жанейро) — бразильська акторка театру, кіно та телебачення.

## Життєпис
Народилася 22 лютого 1940 року у місті Кампу-Гранді, столиці штату Мату-Гросу-ду-Сул. Була старшою з восьми дітей в родині торговця Рафаеля Балабаняна та його дружини Естер, домогосподарки, змушених емігрувати з Західної Вірменії, рятуючись від геноциду 1915 року. У 15-річному віці разом з родиною переїхала до Сан-Паулу, де вивчала акторську майстерність у Школі драматичного мистецтва при Університеті Сан-Паулу.
1964 року дебютувала на телебаченні, виконавши одну з головних ролей у теленовелі «Відмічені коханням». Пізніше зіграла в успішних теленовелах «Антоніо Марія» (1968), «Ніно, італієць» (1969) та «Фабрика» (1970). 1972 року почала співпрацювати з компанією TV Globo, зігравши у серіалах «Перше кохання» (1972), «Особняк» (1976), «Крилате серце» (1980), «Королева металобрухту» (1999), «Нехай допоможе нам Бог!» (1992), «Колір гріха» (2004) та «Пристрасть» (2010) та інших. Особливо успішною стала роль Філомени Феррето у детективній теленовелі «Нова жертва» (1995), яка наступного року принесла їй премії Troféu Imprensa та APCA як найкращій акторці, а також роль Кассандри Матіас Салан у ситкомі «Геть з дороги!», яку вона виконувала у 1996—2002 роках.
1968 року грала у мюзиклі «Волосся» в постановці Адемара Герри. 1998 року виконувала роль Клариси Ліспектор у виставі «Клариса: Дике серце» Марії Лусії де Ліма.
Арасі Балабанян померла 7 серпня 2023 року в лікарні Сан-Вісенте у Ріо-де-Жанейро в 83-річному віці від раку легень, який їй було діагностовано у грудні 2022 року.

## Фільмографія

### Телесеріали
- 1964 — Відмічені коханням / Marcados pelo amor — Лусія
- 1966 — У кохання жіноче обличчя / O Amor Tem Cara de Mulher — Матильде
- 1967 — Туга за коханням / Angústia de Amar — Джейн
- 1967 — Мій син, моє життя / Meu Filho, Minha Vida — Неллі
- 1968 — Антоніо Марія / Antônio Maria — Елоїза
- 1969 — Ніно, італієць / Nino, o Italianinho — Бранка
- 1971 — Фабрика / A Fábrica — Ізабел
- 1972 — Перше кохання / O Primeiro Amor — Джованна
- 1974 — Гонка за золотом / Corrida do Ouro — Тереза
- 1975 — Браво! / Bravo! — Крістіна Лемос
- 1976 — Особняк / O Casarão — Віолетта Соуза
- 1977 — Локомотиви / Locomotivas — Мілена
- 1978 — Великий гріх / Pecado Rasgado — Тека
- 1980 — Крилате серце / Coração Alado — Марія Фаз-Фавор
- 1981 — Діамант / Brilhante — Віра
- 1982 — Вони для них / Elas por Elas — Елена
- 1983 — Війна статей / Guerra dos Sexos — Грета
- 1985 — Плітки-чутки / Tititi — Марта
- 1986 — Манія бажання / Mania de Querer — Лусія
- 1987 — Гелена / Helena — Урсула
- 1989 — Що я за король? / Que Rei Sou Eu? — Лінор Гайлард
- 1990 — Королева металобрухту / Rainha da Sucata — дона Арменія
- 1991 — Щастя / Felicidade — Пакіта
- 1992 — Нехай допоможе нам Бог / Deus Nos Acuda — дона Арменія
- 1994 — Моя батьківщина / Pátria Minha — Розаріо
- 1995 — Нова жертва / A Próxima Vítima — Філомена Феррето
- 1995 — Його кохання і його гріхи / Engraçadinha… Seus Amores e Seus Pecados — дона Женінья
- 1996–2002 — Геть з дороги! / Sai de Baixo — Кассандра Матіас Салан
- 1999 — Пряма лінія / Linha Direta — Ана Роза Навес
- 2000 — Хоробрий / Brava Gente — Кустодія
- 2002 — Смак пристрасті / Sabor da Paixão — Ермінія Лемос
- 2004 — Колір гріха / Da Cor do Pecado — Жермана
- 2005 — Місяць мені сказав / A Lua Me Disse — Леонтіна
- 2005 — Брати та віддавати / Toma Lá, Dá Cá — Шафіка Саракутян
- 2007 — Випадки і випадковості / Casos e Acasos — Амелія
- 2007 — Вічна магія / Eterna Magia — Інасія Фіннеган
- 2008 — Любі друзі / Queridos Amigos — Тереза
- 2010 — Пристрасть / Passione — Жема Маттолі
- 2012 — Повне зачарування / Cheias de Charme — Маслова Тільман
- 2012 — Вони зводять мене з розуму / Louco por Elas — Кандіда
- 2013 — Сарамандая / Saramandaia — дона Эпоніна (Пупу) Камаргу
- 2016 — Сонце, що сходить / Sol nascente — Джузеппіна Де Анджелі
- 2016 — Небезпечні зв'язки (мінісеріал) / Ligações Perigosas — Консуело
- 2017 — Гра в квача / Pega Pega — Маріазінья Пірес де Сабоя

### Фільми
- 1972 — Перша поїздка / A Primeira Viagem — Ірене
- 1988 — Квітка водяного равлика / Caramujo-flor — жінка у чорній сукні
- 1998 — Полікарпо Куарежма, герой Бразилії / Policarpo Quaresma, Herói do Brasil — Марікота
- 2019 — Рятуйся хто може! (Геть з дороги: Фільм) / Sai de Baixo: O Filme — Кассандра Матіас Салан

## Ролі у театрі
- 1961 — «Криваве весілля» Федеріко Гарсія Лорки
- 1962 — «Макбет» за однойменною п'єсою Вільяма Шекспіра
- 1962 — «Дядя Ваня» за однойменною п'єсою Антона Чехова
- 1963 — «Os Ossos do Barão» Хорхе Андраде
- 1965 — «Після гріхопадіння» Артура Міллера
- 1966 — «О, Que Delícia de Guerra» Чарльза Чілтона та Джоана Літлвуда
- 1966 — «Юлій Цезар» за однойменною п'єсою Вільяма Шекспіра
- 1967 — «Марат/Сад» Пітера Вейса
- 1968 — «Feira Paulista de Opinião» Августо Боаль, Брауліо Педрозо, Джанфранческо Гуарнієрі, Хорхе Андраде, Лауро Сезар Муньїс, Плініо Маркос
- 1969 — «Волосся» Гелта Макдермота, Джеймса Редо, Джерома Раньї; реж. Адемара Герри
- 1977 — «Брехт, другий Брехт»
- 1980 — «À Direita do Presidente» Мауро Разі та Вісенте Перейра
- 1985 — «Boa Noite, Mãe» Марша Нормана
- 1985 — «Час і родина Конвеїв» Джона Бойнтона Прістлі
- 1988 — «Folias no Box»
- 1991 — «Fulaninha e Dona Coisa» Ноемі Маріньйо
- 1995 — «Noite Feliz» Флавіо Маріньйо
- 1998 — «Клариса: Дике серце» Марії Лусії де Ліма — Клариса Ліспектор
- 2006 — «Comendo Entre як Refeições» Дональда Маргуліса

## Нагороди та номінації
Troféu Imprensa (Бразилія)
- 1967 — Номінація на найкращу акторку (У кохання жіноче обличчя).
- 1968 — Номінація на найкращу акторку (Мій син, моє життя).
- 1969 — Номінація на найкращу акторку (Антоніо Марія).
- 1991 — Номінація на найкращу акторку (Королева металобрухту).
- 1996 — Найкраща акторка (Нова жертва).

APCA Awards
- 1996 — Найкраща акторка (Нова жертва).

Contigo (Бразилія)
- 2003 — Номінація на найкращу акторку у комедії (Геть з дороги!).

CinEuphoria Awards
- 2019 — Почесна премія за кар'єрні досягнення.